# Ovatrophie
L'ovatrophie est une forme de matrotrophie où le fœtus, une fois son vitellus épuisé, se nourrit in utero d'œufs produits par les ovaires maternels. Il peut s'agir d'œufs non-fécondés, parfois fécondés aussi comme chez les lamnidés.